# فهرست غذاهای تهیه‌شده با بادمجان

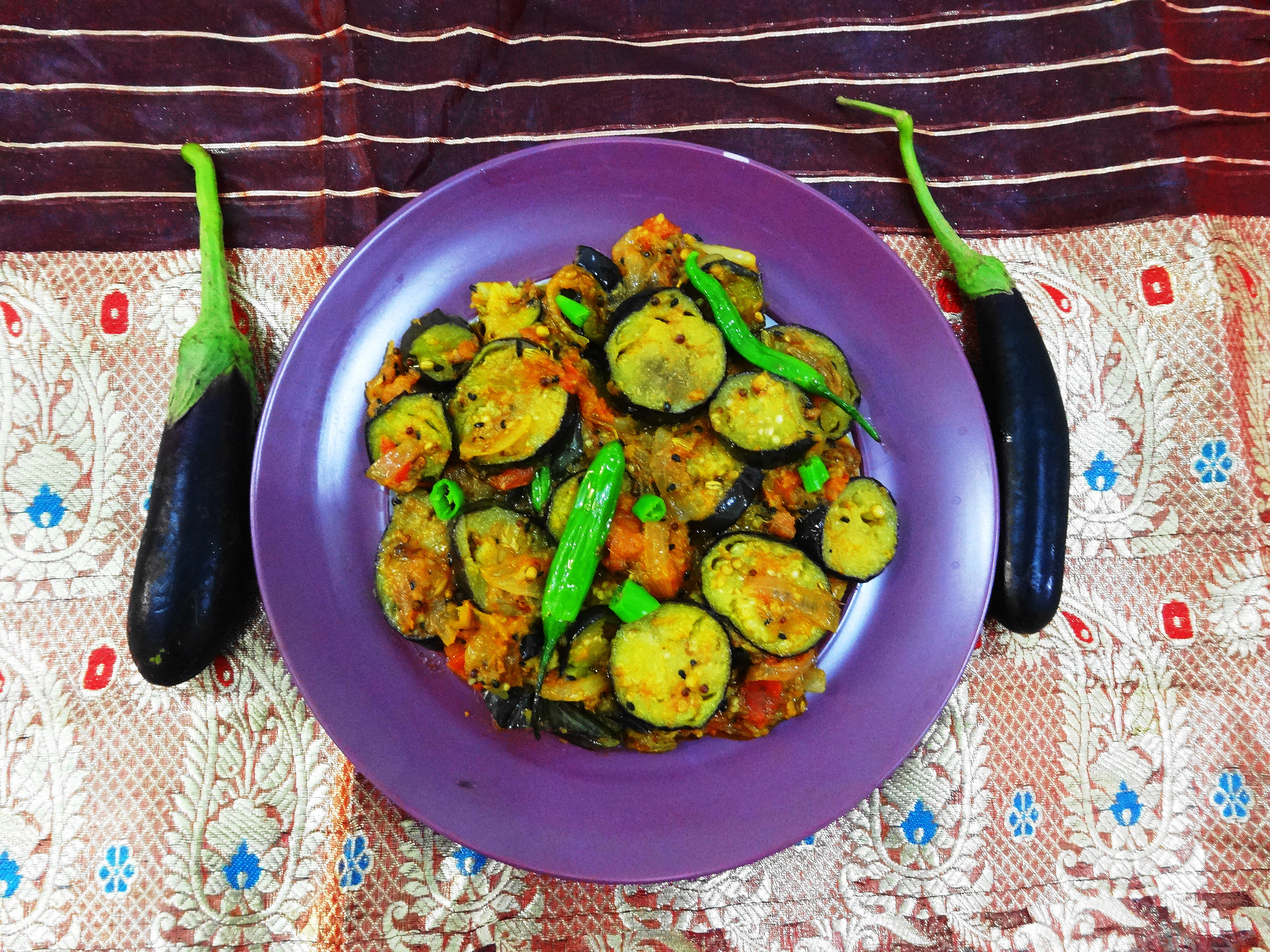
بادمجان سرخ شده

این فهرستی از غذاهایی است که بادمجان به عنوان ماده اصلی یا یکی از مواد ضروری آنها استفاده می‌شود. بادمجان که به عنوان بادنجان نیز شناخته می‌شود، در آشپزی بسیاری از کشورها مورد استفاده قرار می‌گیرد. اغلب مانند راتاتویی فرانسوی، خورشتی یا مانند پارمیجیانا دی ملانزانه ایتالیایی، کارنی‌یاریک ترکی یا موساکا ترکی و یونانی و همچنین در غذاهای خاورمیانه‌ای و جنوب آسیا.
بادمجان‌ها را می‌توان قبل از سرخ کردن، له کرد و با سسی از ارده و تمر هندی سرو کرد. در آشپزی ایرانی، بادمجان با کشک ترکیب می‌شود و به‌صورت «کشک بادمجان»، با گوجه‌فرنگی به‌صورت «میرزاقاسمی» یا به‌صورت خورش مانند «خورش بادمجان» تهیه می‌گردد. می‌توان آن را برش داد و سرخ کرد، سپس با ماست ساده (اختیاری) سرو کرد، که روی آن سس گوجه فرنگی و سیر ریخته می‌شود، مانند غذای ترکی پاتلیجان کیزارتماس (که «پوتلجون» تلفظ می‌شود؛ به معنی بادمجان سرخ شده) یا بدون ماست مانند پاتلیجان شاکشوکا. شاید شناخته‌شده‌ترین غذاهای بادمجان ترکی ، ایمام بایلدی (گیاهی) و کارنی‌یاریک (با گوشت چرخ‌کرده) باشند.

## غذاهای بادمجانی

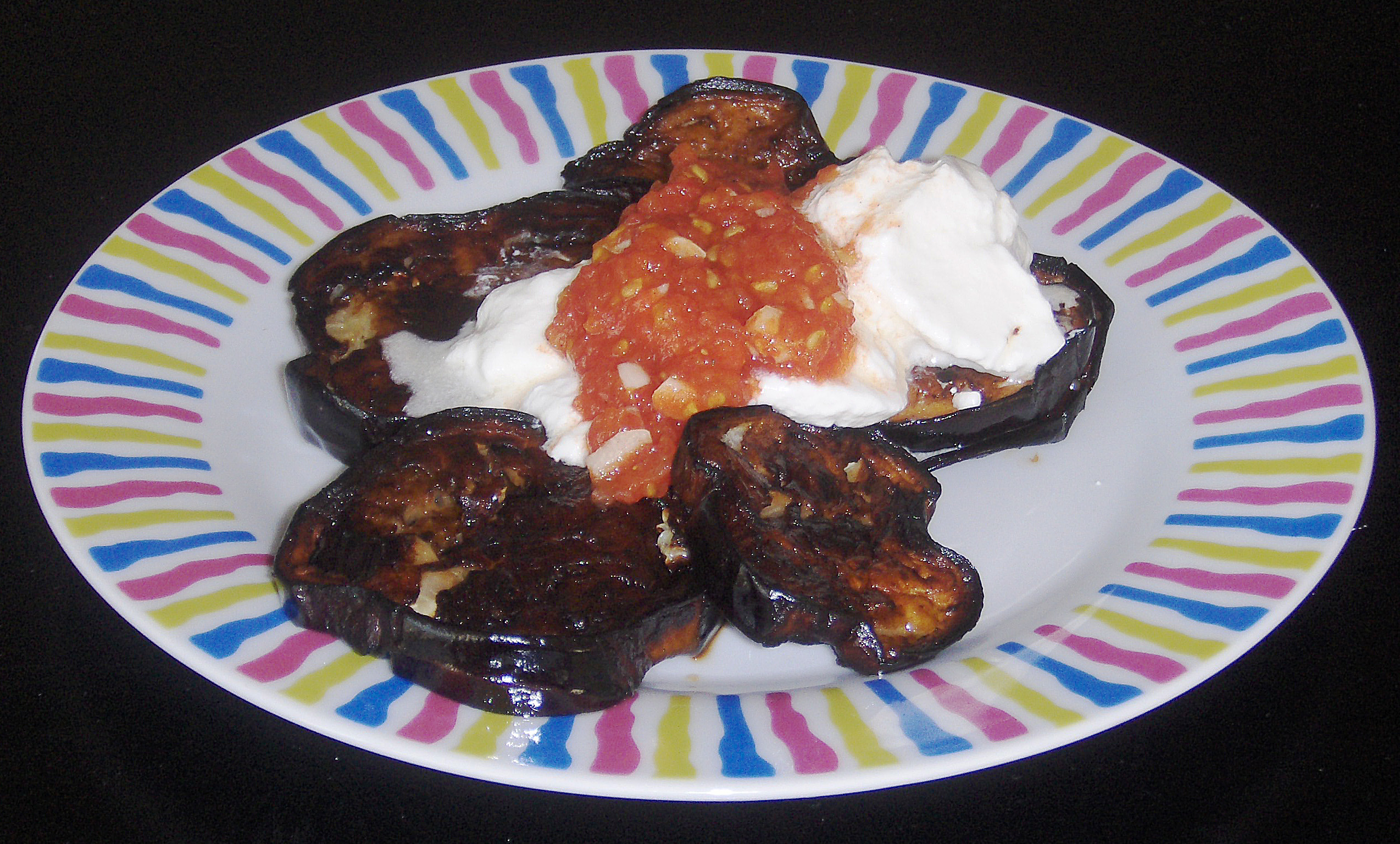
بادمجان سرخ شده

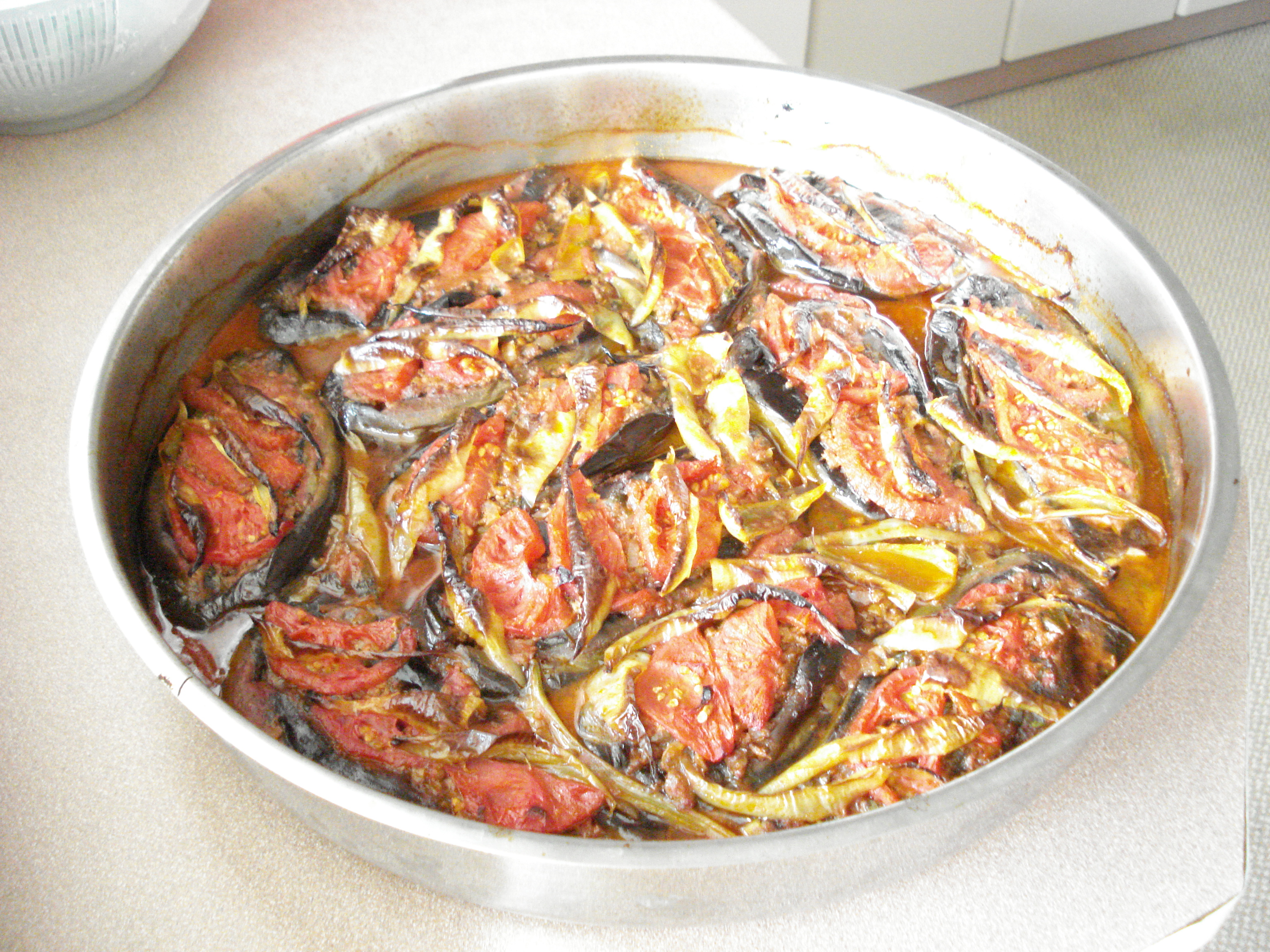
کارنی‌یاریک یک غذای ترکی است که از بادمجان پر شده با ترکیبی از پیاز خرد شده تفت داده شده، سیر، فلفل سیاه، گوجه فرنگی، جعفری و گوشت چرخ کرده تشکیل شده است.

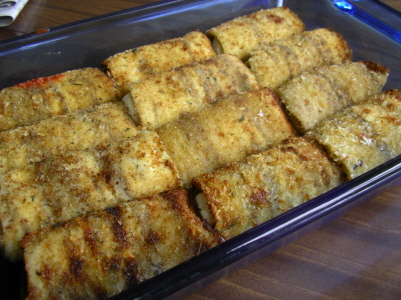
رولاتینی یک غذای ایتالیایی است که معمولاً با برش‌های نازک بادمجان تهیه می‌شود که در آرد گندم غلتانده می‌شوند یا کمی با نان پوشانده می‌شوند، با پنیر ریکوتا و اغلب پنیرها و چاشنی‌های دیگر پوشانده می‌شوند، سپس لوله شده و پخته می‌شوند.

- بابا غنوج - پیش‌غذای بادمجان پخته از منطقه شامی (لبنان، سوریه و فلسطین)
- بادریجانی، غذای گرجی
- بادمجان باگاره - غذای بادمجان از آشپزی حیدرآبادی (هند)
- بگونی - غذای بادمجان سرخ‌شده از منطقه بنگال
- آدوبو
- ایمام بایلدی – غذای سنتی ترکیه‌ای با بادمجان پر شده با سبزیجات
- قیمه بادمجان - خورش خوشمزه ایرانی
- کشک بادمجان - غذای ایرانی با بادمجان و کشک
- میرزا قاسمی - غذای ایرانی با بادمجان دودی، سیر و تخم‌مرغ
- خورش بادمجان - خورش اصیل ایرانی
- موساکا - غذای لایه‌لایه با بادمجان، گوشت و سس (معروف در یونان و خاورمیانه)
- پارمیجیانا - غذای ایتالیایی با بادمجان، پنیر و سس گوجه
- پاستا آلا نورما - پاستای ایتالیایی با بادمجان و پنیر ریکوتا
- مقدوس - بادمجان ترشی سوری پرشده با گردو، سیر، فلفل و روغن زیتون
- کاپوناتا - خوراک بلغاری-ترکی با بادمجان
- هلیم بادمجان - از خوراک‌های اصیل ایرانی با گوشت و بادمجان
- راتاتویی - غذای معروف فرانسوی با بادمجان و سایر سبزیجات
- پوکی پوکی - غذی فیلیپینی با بادمجان و تخم مرغ
- پیستو ماچینگو - غذای اسپانیایی با بادمجان و گوجه و کدو
- یتیمچه - غذای ایرانی با بادمجان و گوجه
- تورلو - غذای ترکی با بادمجان و بامیه و سیب زمینی

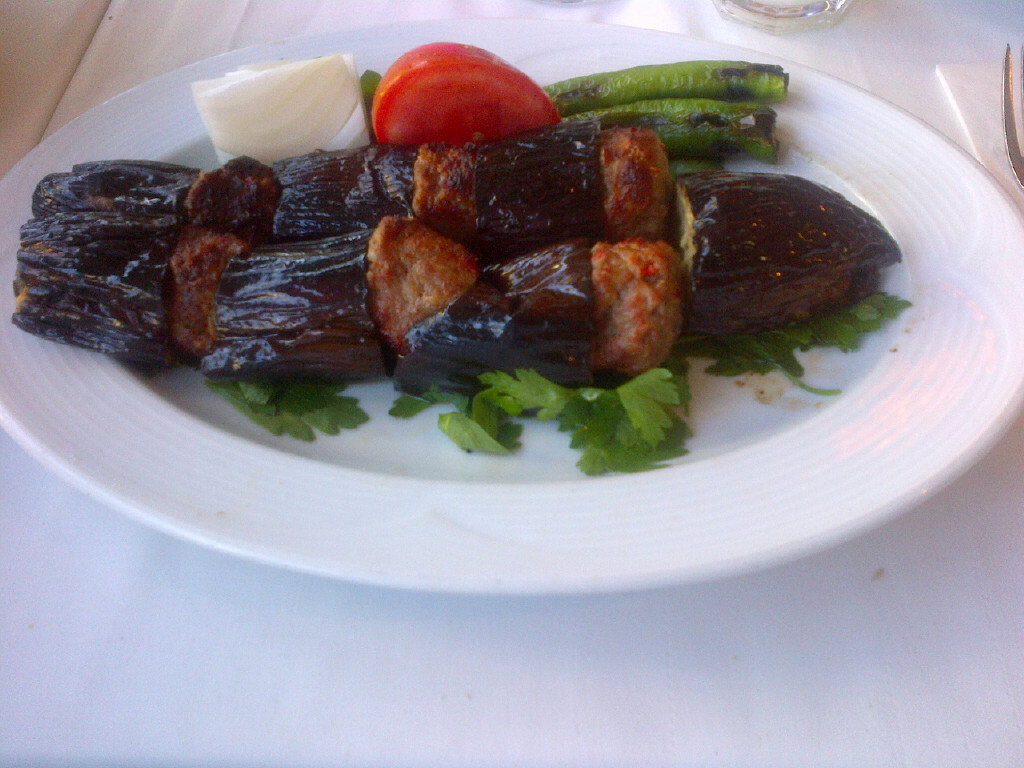
کباب ترکی با گوشت و بادمجان

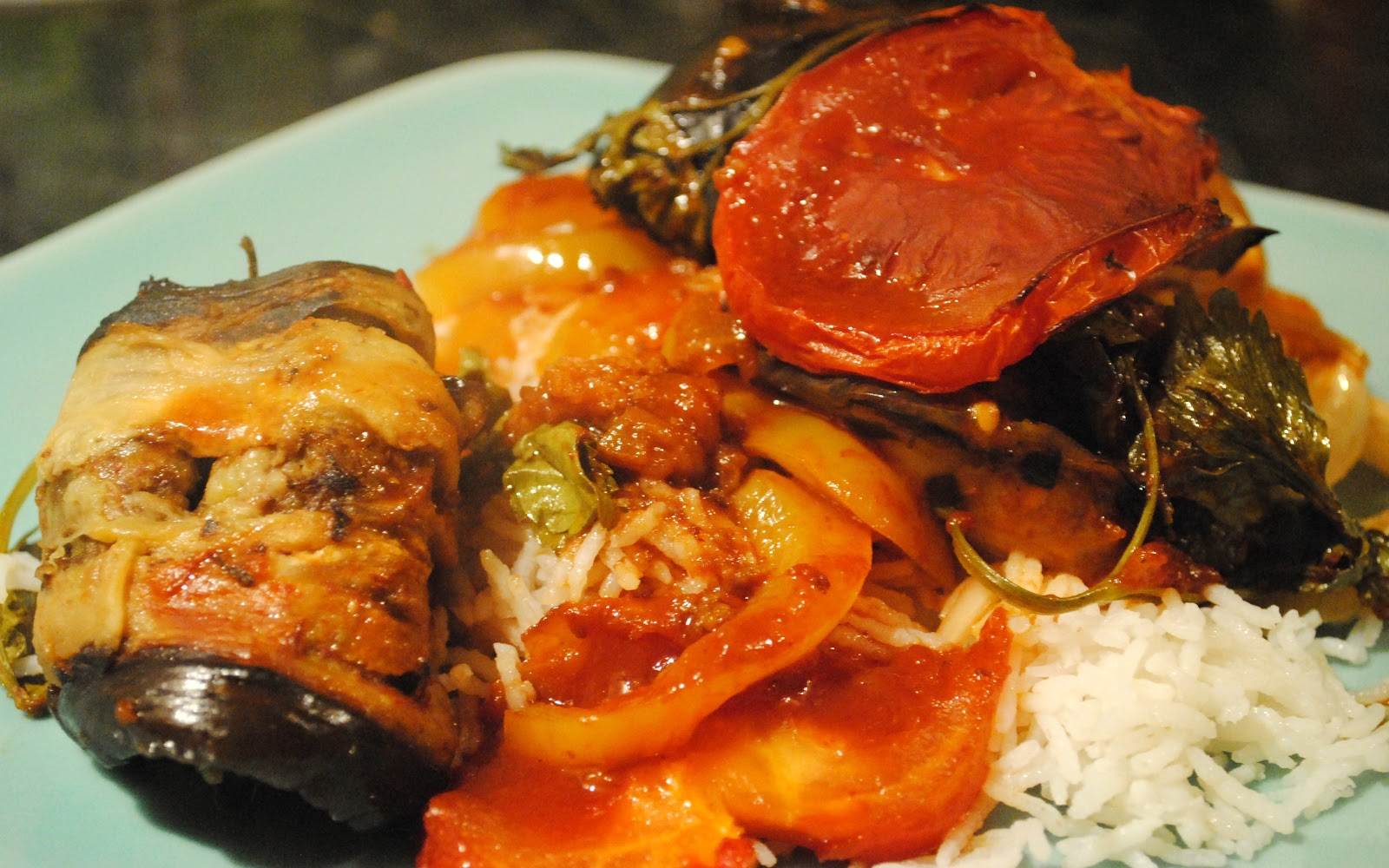
تپسی بایتینیجان

- تپسی بیتینیجان - یک غذای عراقی[۱] شامل بادمجان‌هایی که قبل از قرار دادن در ظرف پخت، ورقه ورقه و سرخ می‌شوند، همراه با کوفته قلقلی، گوجه فرنگی، پیاز و سیر.[۲]

غذاهای بادمجانی
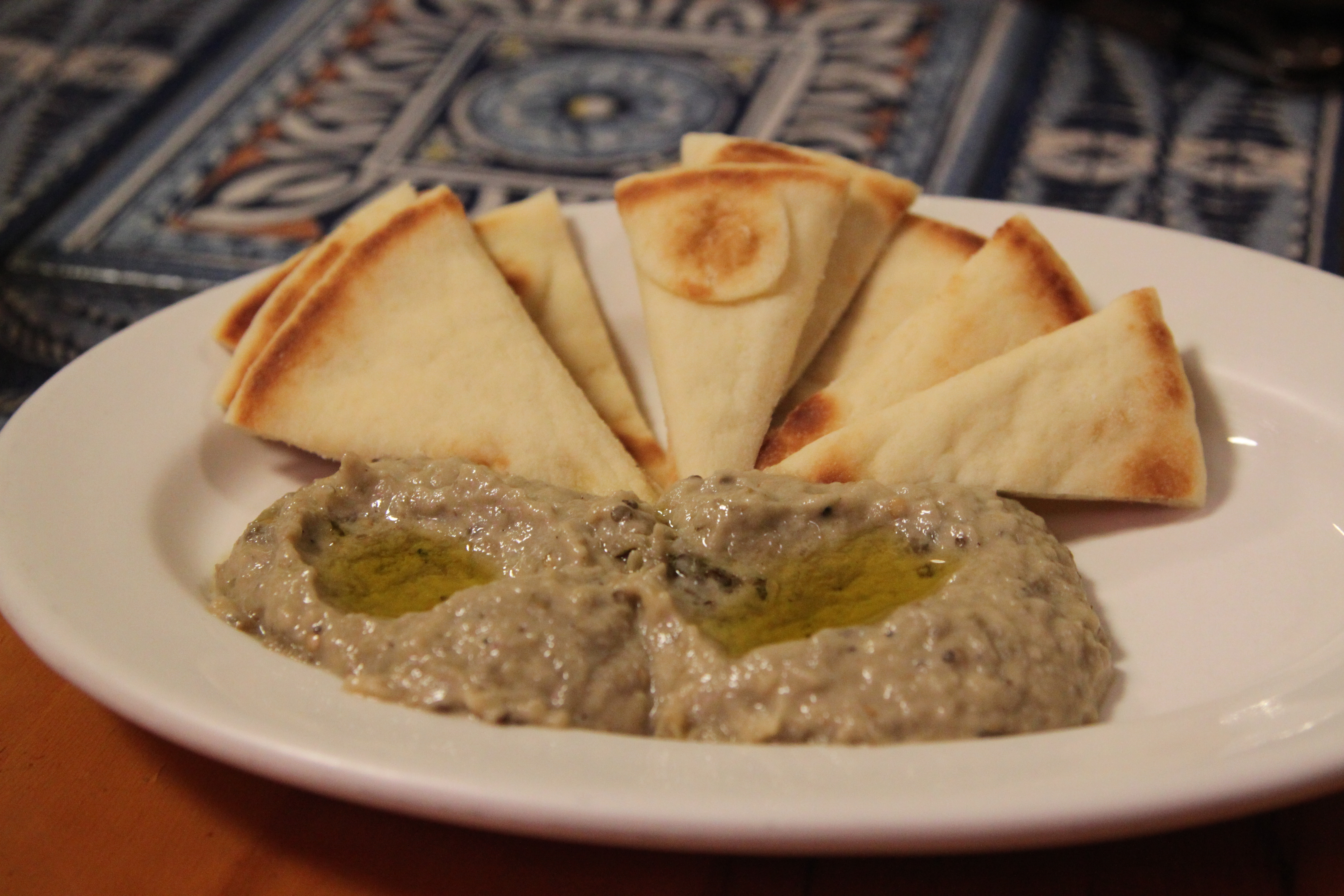
باباغنوش یک غذای شامی (لبنانی-سوری) است که از بادمجان پخته‌شده مخلوط با پیاز، گوجه‌فرنگی، روغن زیتون و ادویه‌های مختلف تهیه می‌شود و در این‌جا با نان پیتا سرو شده است.
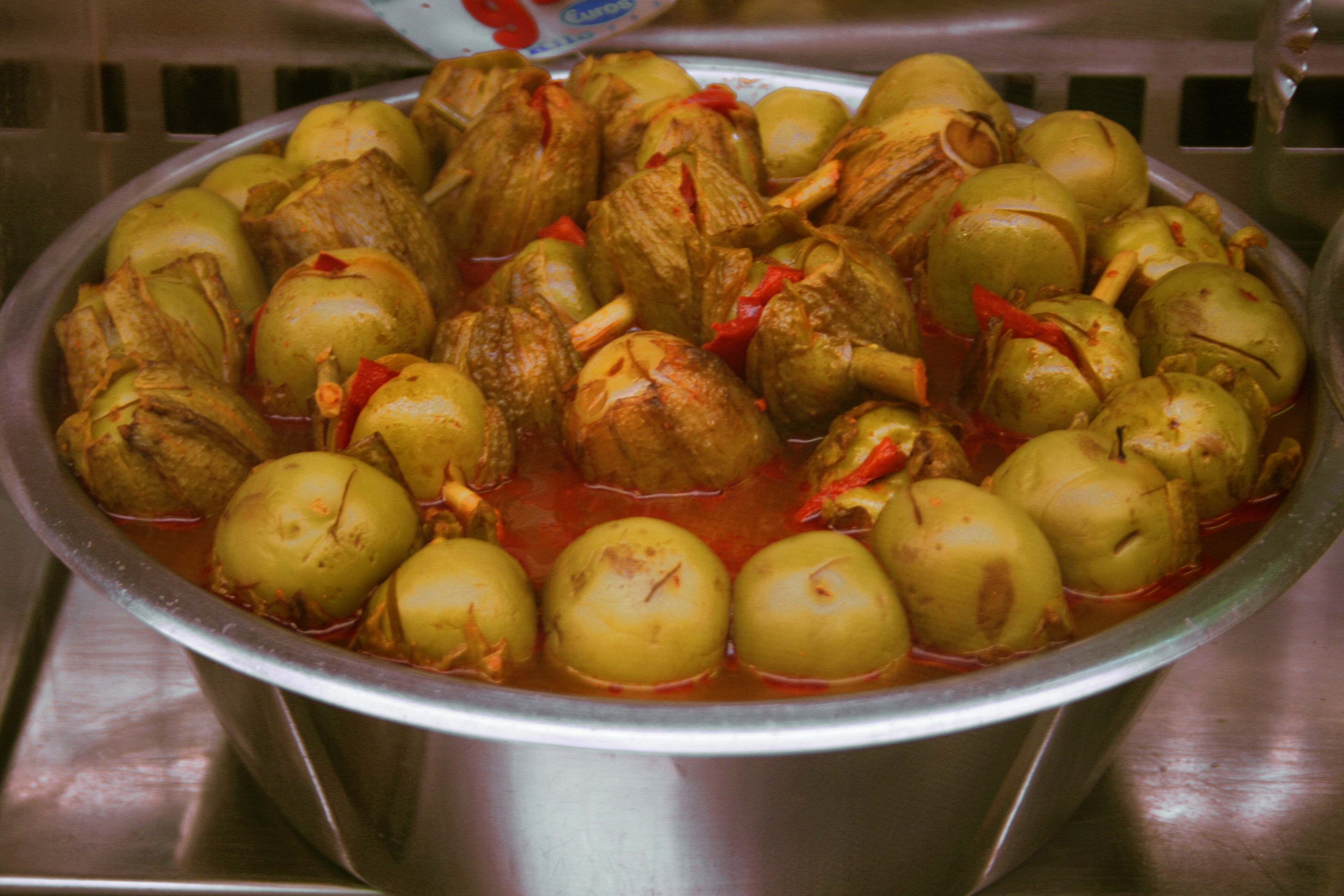
بادمجان آلماگرو : بادمجان طعم‌دار و ترشی‌شده آلماگرو از اسپانیا
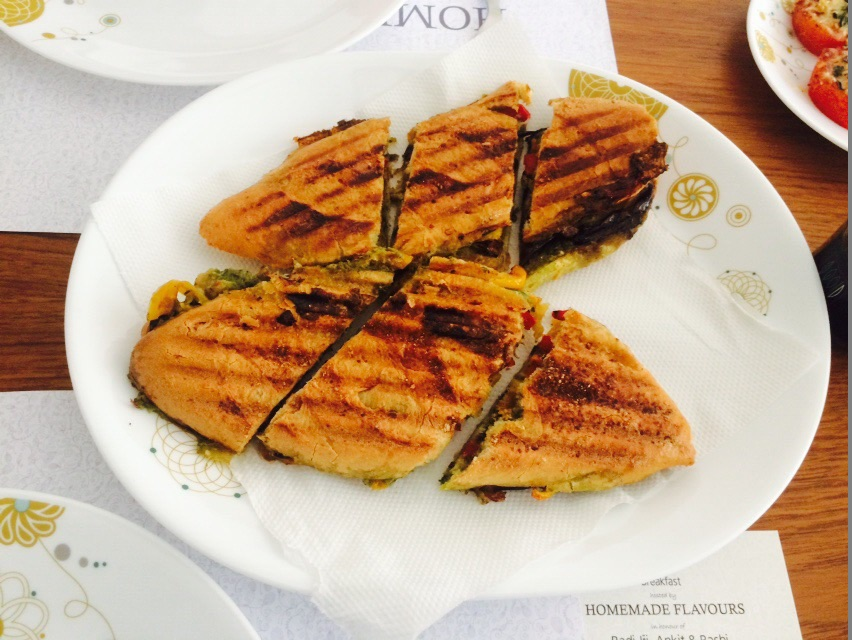
بادمجان کبابی از غذاهای ژاپنی
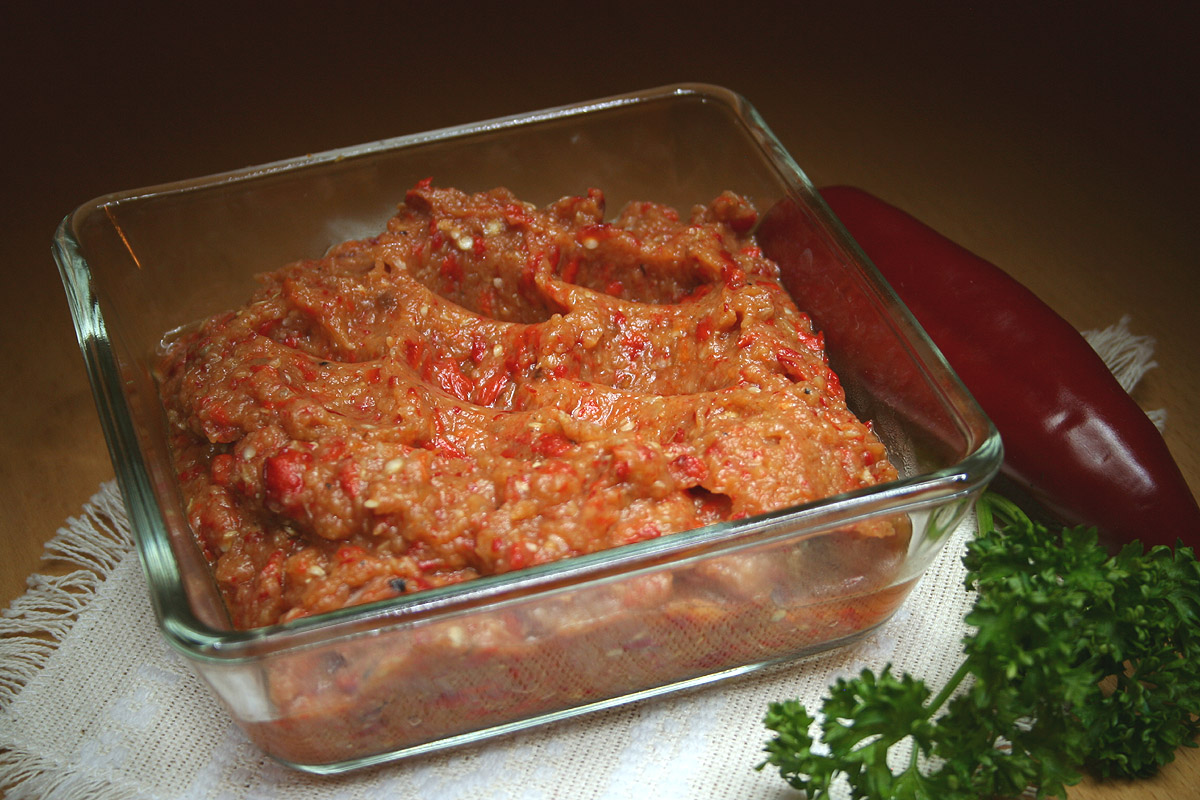
کیوپولو یک غذای محبوب بلغاری و ترکی است که عمدتاً از بادمجان کبابی و سیر تهیه می‌شود.
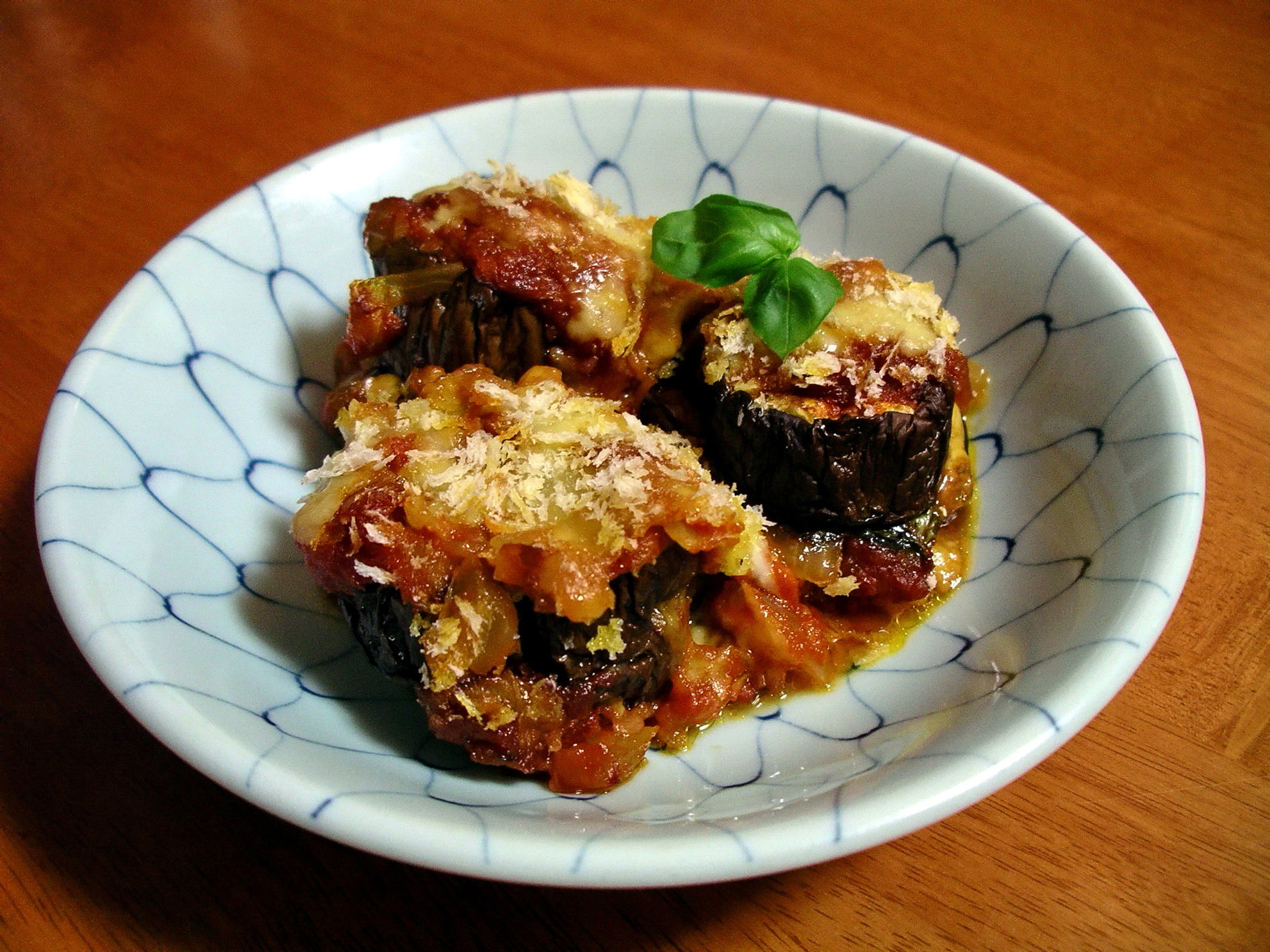
<i id="mwAQk">Melanzane alla parmigiana</i> یک غذای ایتالیایی در فر است که از بادمجان، پنیر پارمزان، موزارلا و سس گوجه فرنگی تشکیل شده است.
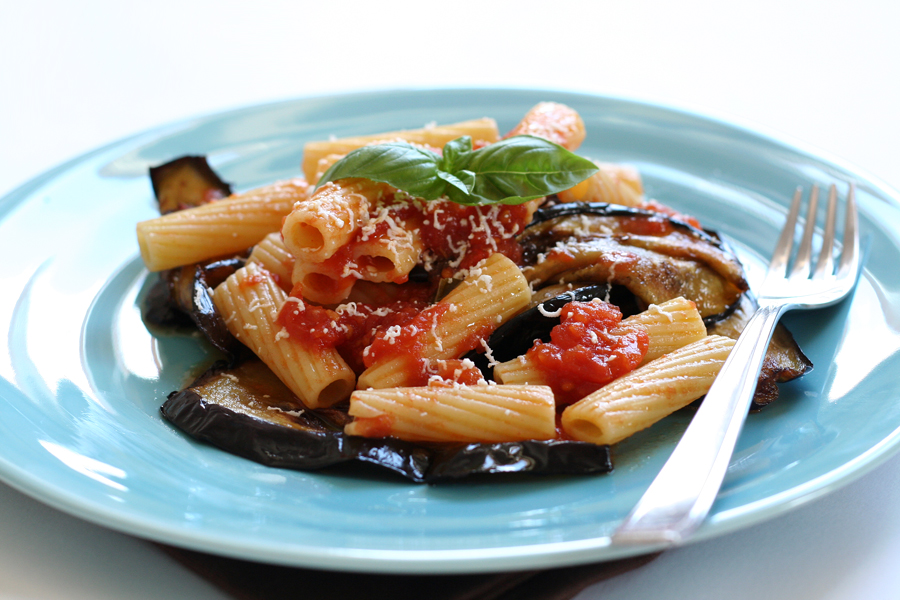
پاستا آلا نورما یک غذای کلاسیک پاستا در آشپزی سیسیلی[۳] از کاتانیا است.
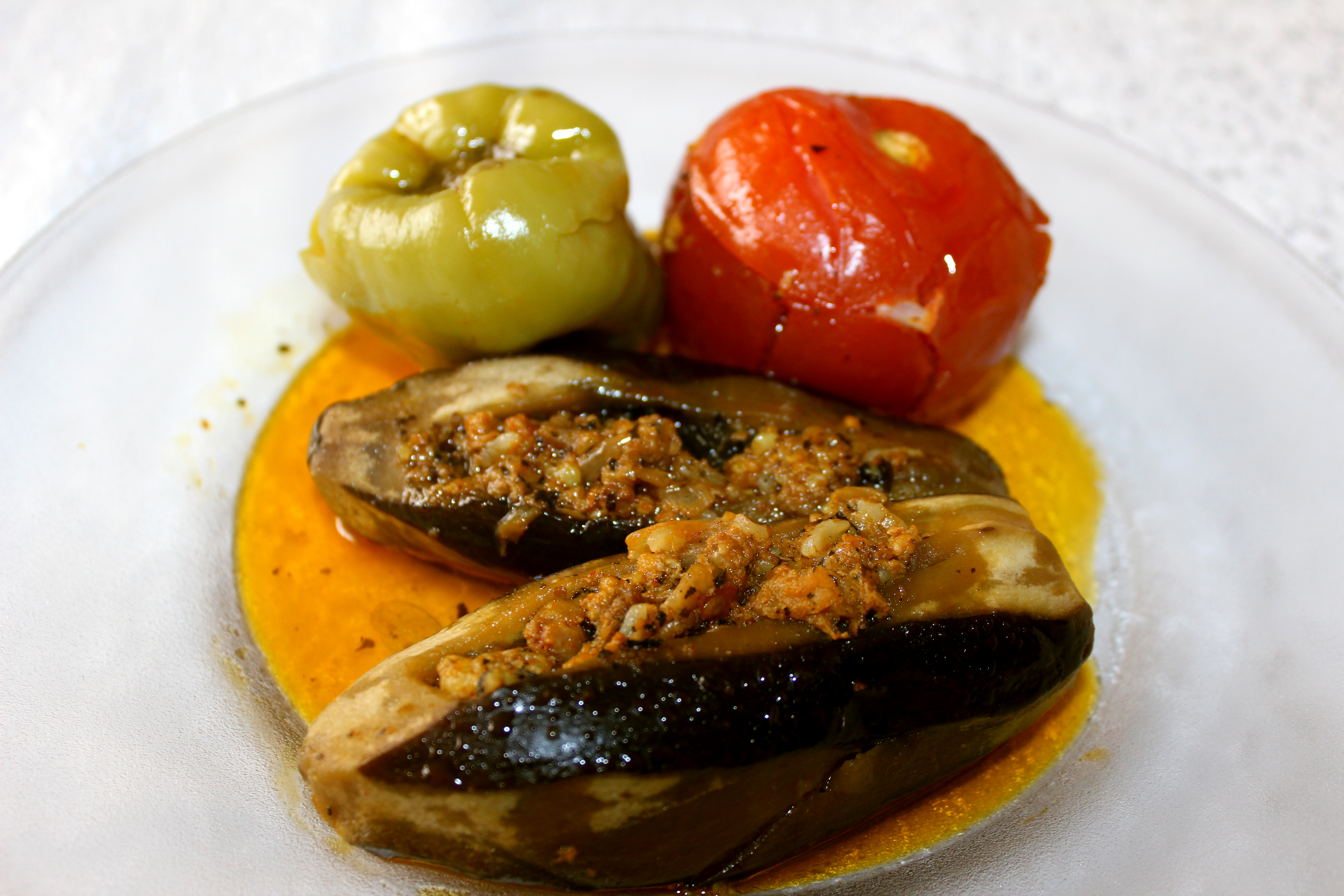
دلمه بادمجان شکم پر از آذربایجان ، همراه با دلمه گوجه فرنگی و فلفل دلمه ای
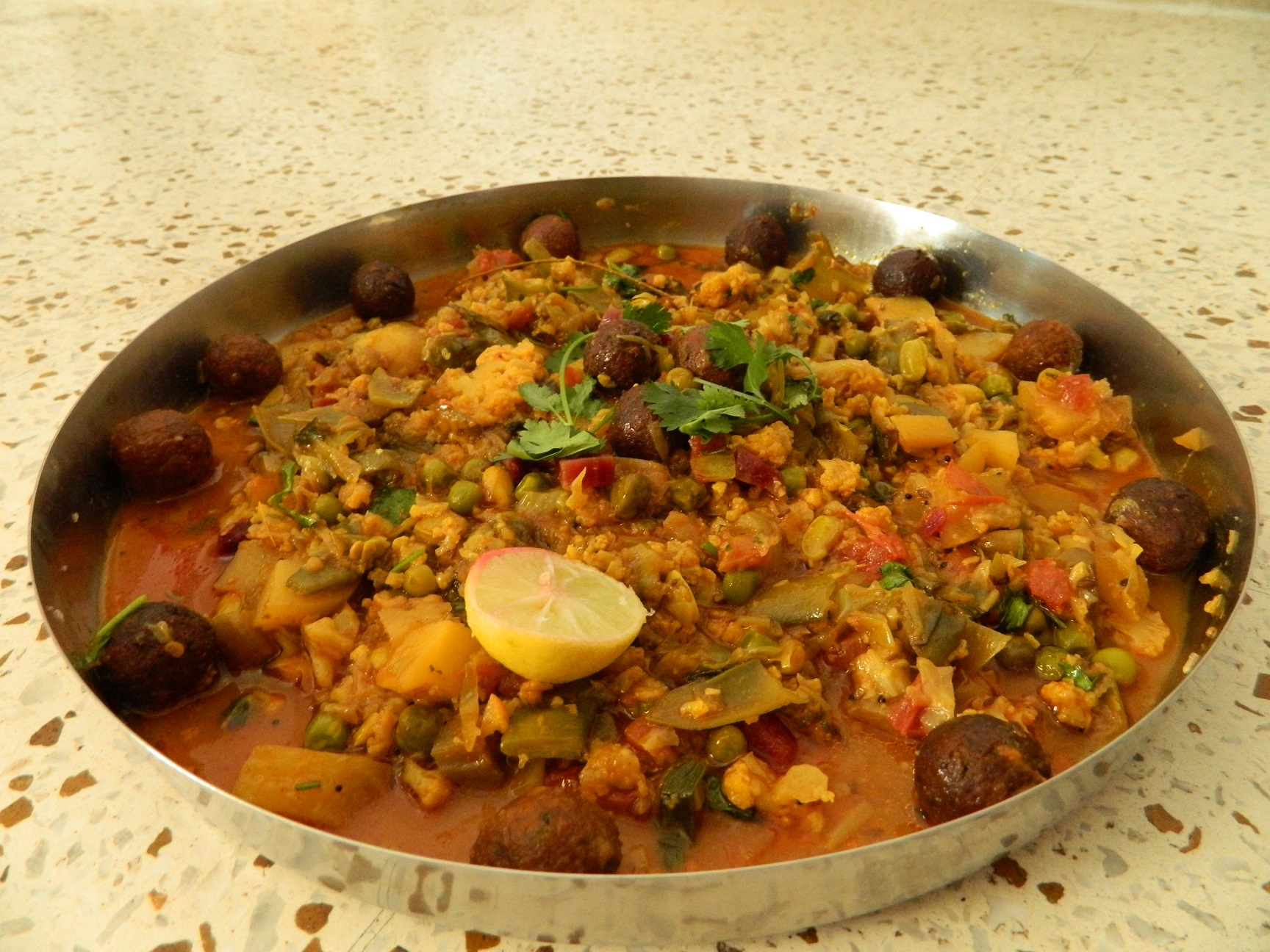
اوندیو ترکیبی از انواع سبزیجات مختلف از غذاهای هندی است.